# Dinamismo di un ciclista
Dinamismo di un ciclista è un dipinto di Umberto Boccioni realizzato nel 1913. L'opera appartiene alla Collezione Mattioli, è stata conservata tra il 1997 e il 2016 a Venezia presso la Peggy Guggenheim Collection, per poi essere esposta a partire dal 2022 nel Museo del Novecento di Milano.

## Descrizione
Questo dipinto appartiene alla sequenza di opere di Boccioni che poggiano su astrazioni plastico-dinamico in un'idea continuativa del rapporto spazio-temporale affrontando il movimento di un corpo nello spazio. I colori aggressivi così come il flusso delle luci e l'affiorare del nero all'interno della composizione, danno la sensazione del succedersi di attimi esaltando l'intreccio dinamico, donando anche la sensazione di movimento come se fosse un vero ciclista muovendosi in modo veloce.